# Юрченко Ігор Миколайович
І́гор Микола́йович Ю́рченко (5 вересня 1960, Станіслав, УРСР, СРСР) — радянський, український футболіст і тренер, володар Кубка СРСР (1983), майстер спорту СРСР (1983).

## Футбольна біографія

### Кар'єра гравця
Футболом Ігор Юрченко починав займатися в рідному Івано-Франківську, будучи учнем п'ятого класу записався у футбольну секцію ДЮСШ «Спартак», де його першим тренером став Ю. С. Шайкін. Ще в юнацькому віці грав за команди «Хімік» (Калуш) і «Нафтовик» (Надвірна) на першість області. У 1977 році Ігоря запросили в головну команду Івано-Франківська — «Спартак», яка виступала у першій лізі чемпіонату СРСР. У своєму дебютному сезоні за команду майстрів 17-річний футболіст провів 7 поєдинків і забив 1 гол.
У 1979 році Юрченко був призваний в армію і направлений в ростовський СКА, де грав і тренувався під керівництвом відомих тренерів Миколи Самаріна і Германа Зоніна. Через два роки повернувся в Івано-Франківськ і сезон 1981 року провів у «Прикарпатті», тепер уже гравцем основного складу й лідером команди.
На початку 1982 року Ігор Юрченко дістав запрошення в «Шахтар» і перебрався в Донецьк. Дебютував у складі гірників 26 березня в матчі 1 туру чемпіонату проти команди «Нефтчі», а 2 травня в гостьовому матчі проти тбіліських динамівців відзначився і своїм першим голом за донецький клуб. У цілому сезон для молодого футболіста в новій команді склався вдало, Ігор одразу заграв в основному складі й за підсумками першості став єдиним гравцем «Шахтаря», який взяв участь у всіх 34 поєдинках. У 1983 році донецька команда дуже успішно виступила в турнірі на Кубок СРСР, ставши володарем почесного трофею, обігравши у фіналі харківський «Металіст». Зробив свій внесок у кубковий тріумф гірників і Юрченко, зігравши в усіх кубкових матчах, включаючи фінал.
Восени того ж року гірники стартували в матчах за Кубок кубків УЄФА. У єврокубкових матчах Ігор дебютував 28 вересня 1983 року в грі «Шахтар» — Б-1901 (Нюкебінг, Данія) 4:2, змінивши у другому таймі Ігоря Петрова. Всього в цьому турнірі, у складі донецького клубу, зіграв п'ять матчів. У сезоні 1984 року тренери гірників стали робити ставку на інших футболістів лінії атаки й Ігор дедалі рідше потрапляв до стартового складу та після чемпіонату покинув клуб, прийнявши пропозицію Віктора Прокопенка перейти в «Чорноморець». У чемпіонаті одесити виступили невдало, посівши 15 місце, і своє право виступати в елітному дивізіоні довелося відстоювати в перехідному турнірі з найкращими командами першої ліги. А восени команда взяла старт у турнірі за Кубок УЄФА. Першим суперником для одеситів став німецький «Вердер». Уже на 13 хвилині Ігор Юрченко ударом з 22 метрів відкрив рахунок у матчі, що закінчився підсумковою перемогою «моряків» з рахунком 2:1. Поступившись у матчі з рахунком 2:3, «Чорноморець» пробився в наступний етап турніру, де їм дістався в суперники мадридський «Реал». Програвши в Іспанії 1:2 й зігравши внічию 0:0 у напруженому матчі на своєму полі, одесити зійшли з дистанції. Юрченко відіграв по 90 хвилин в обох поєдинках проти іспанського гранда.
Наступний чемпіонат одесити знову провалили, зайнявши передостаннє місце, і опустилися в першу лігу. По закінченню сезону залишив тренерський пост Прокопенко. Покинув Одесу і Юрченко, повернувшись додому. Сезон 1987 року провів у «Прикарпатті», де грав разом зі своїм молодшим братом Миколою. Команда посіла третє місце у своїй зоні друголігового турніру. Наприкінці сезону Ігор через розбіжності з начальником команди Дячуком-Ставицьким залишив колектив і разом з братом поїхав у Львів, де провів сезон у команді СКА «Карпати». На початку 1989 року, зігравши в стартових матчах чемпіонату, Ігор залишив львівський клуб. Через деякий час Юрченко знову опинився в Одесі, де взяв участь у завершальних матчах чемпіонату в складі «Чорноморця», а вже наступний сезон відіграв за «Прикарпаття».
На початку 1991 року Ігор Юрченко, разом з молодшим братом Миколою, дістав запрошення в київське «Динамо». Разом з командою пройшов підготовчі збори, де награвався як гравець основного складу. Але перед початком чемпіонату керівництво київського клубу змінило пріоритети, вирішивши зробити ставку на молодих футболістів, після чого досвідчений півзахисник покинув динамівський колектив, відправившись у Чехословаччину, де виступав за місцевий клуб «Збройовка» з Брно. Разом з Ігорем за чеський клуб грав його колишній партнер по одеському «Чорноморцю», Юрій Смотрич, а через рік до них приєднався і брат Ігоря, Микола Юрченко. Українські гравці змогли допомогти клубу повернутися в елітний дивізіон Чехословаччини.
У 1993 році Ігор повернувся в Івано-Франківськ, де продовжив виступи за «Прикарпаття», одночасно виконуючи обов'язки головного тренера команди. За свій рідний клуб грав ще протягом п'яти років. В кінці першого кола сезону 1997/98, 5 жовтня 1997 року, в матчі «Прикарпаття» — «Чорноморець» (Одеса), у другому таймі зазнав серйозної травми, після чого остаточно був змушений завершити ігрову кар'єру.

### Кар'єра тренера
Після повернення з Чехословаччини Ігор Юрченко дістав пропозицію від президента «Прикарпаття» Анатолія Ревуцького стати головним тренером команди, при цьому Юрченко й далі виходив на футбольне поле як гравець. За підсумками сезону команда посіла 1 місце в першій лізі й вийшла в елітний дивізіон, а Ігор Миколайович став першим граючим головним тренером у вищій лізі України. В наступних двох сезонах підопічні Ігоря Юрченка займали 11 місце серед найкращих команд країни. Але керівництво прикарпатців вважало результати непереконливими, знявши з посади тренера. Втім, гра команди не покращилася, а результати погіршилися. За два тури до закінчення чемпіонату сезону 1996/97, Ігор Юрченко знову очолив «Прикарпаття», яке тренував до кінця першого кола наступного чемпіонату, після чого поїхав працювати в Чехію, але займався діяльністю, не пов'язаною з футболом.
Повернувшись додому, в сезоні 1998/99 тренував команду елітного дивізіону України «Нива» (Тернопіль).
У 2002 році очолював друголіговий «Лукор», а на початку 2003 року тренер вкотре був покликаний в івано-франківську команду, яка перебувала на дні турнірної таблиці, але врятувати колектив від вильоту в нижчий дивізіон не вдалося.
Надалі Ігор Юрченко працював у селекційній службі донецького «Шахтаря» та тренував жіночу команду івано-франківського «Спартака» (невдовзі перейменовану в ЖФК «Нафтохімік» Калуш). Прикарпатських футболісток він спочатку привів до бронзових нагород чемпіонату України (2005 р.), а потім — і до золота (2007 р.).
У 2006 році був ще один сезон на тренерській лаві рідного клубу «Спартак», з яким зайняв 10 місце в турнірі першої ліги. Надалі Ігор Миколайович працював у любительському й дитячо-юнацькому футболі.

## Досягнення

### Як гравця
- Володар Кубка СРСР: 1983
- У списках кращих футболістів УРСР: 1985 — № 3

### Як тренера
- Переможець чемпіонату першої ліги України: 1993/94
- Переможець жіночого чемпіонату вищої ліги: 2007
- Бронзовий призер жіночого чемпіонату вищої ліги: 2005